# Antonio Vandone
Antonio Vandone di Cortemilia fue un arquitecto italiano del estilo Art nouveau.
Entre sus obras más representativas se encuentran:
- El Palazzo Maffei, (1904 - 1909), 50, corso Montevecchio en Turín 45°3′49″N 7°39′55″E / 45.06361, 7.66528
- una casa en el número 19-21 de la vía Duchessa Jolanda en Turín, 1912. 45°4′28″N 7°39′35″E / 45.07444, 7.65972
- la Casa Zorzi, en el número 19 del Corso Francia en Turín, 1905-1909 45°4′33″N 7°39′46″E / 45.07583, 7.66278